# Hygrohypnum molinarium
Hygrohypnum molinarium là một loài Rêu trong họ Amblystegiaceae. Loài này được (G. Roth) J.J. Amann mô tả khoa học đầu tiên năm 1918.